# John Eliot Gardiner

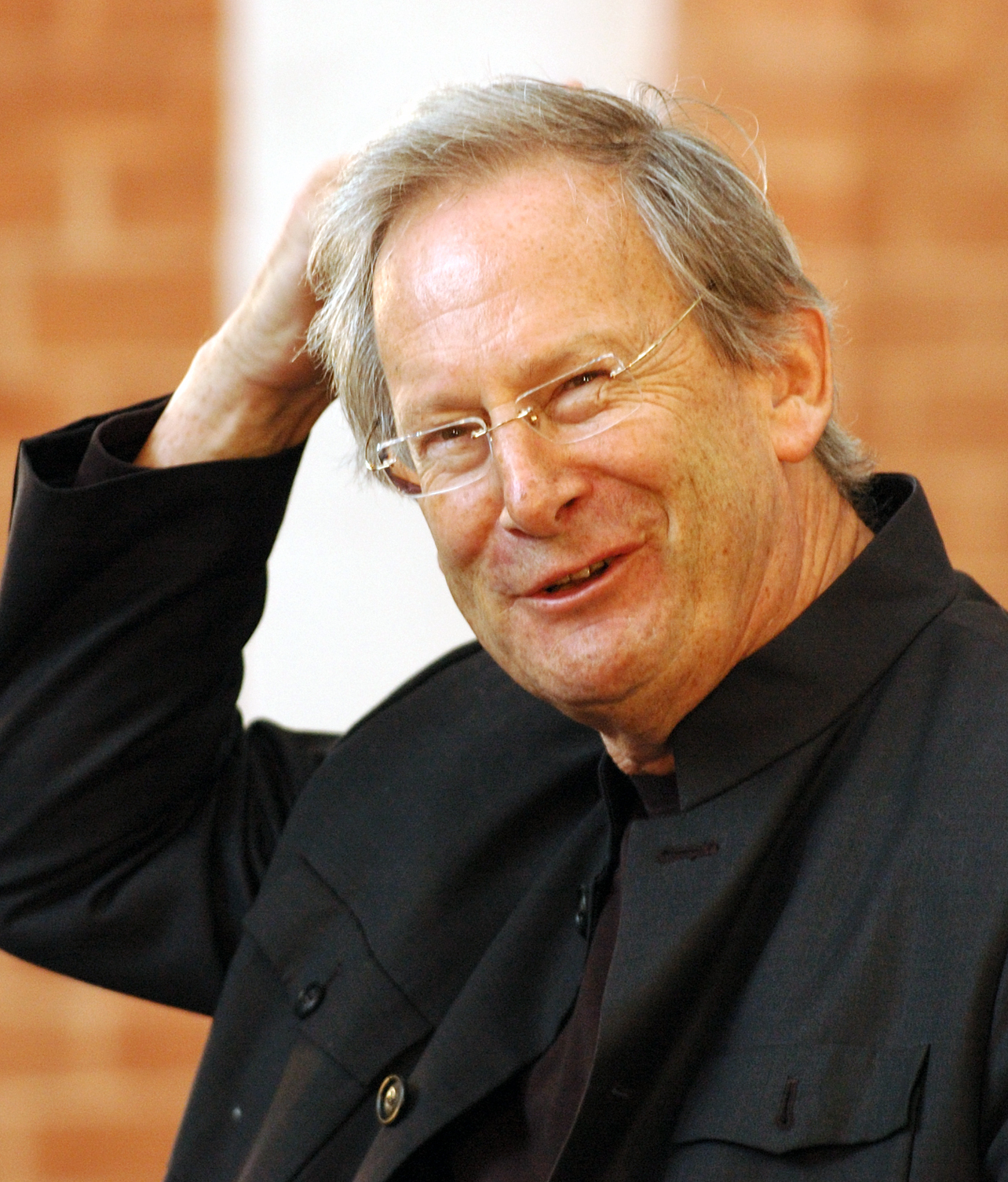
Gardiner 2007 in Breslau

Sir John Eliot Gardiner, CBE (* 20. April 1943 in Fontmell Magna, Dorset, England) ist ein britischer Dirigent, Chorleiter und Bach-Spezialist.

## Leben und Werk
John Eliot Gardiner ist der Sohn von Henry Rolf Gardiner (1902–1971) und Marabel Hodgkin und Enkel des Ägyptologen Alan Gardiner. Er stammt aus einem musikalischen Elternhaus, spielte in der Kindheit Violine und widmete sich auch dem Gesang. Bereits im Alter von 15 Jahren sammelte er erste Erfahrungen am Dirigentenpult. Er absolvierte zunächst ein Studium der Geschichte an der Cambridge University mit dem Abschluss Master of Arts im Jahr 1965. Während des Studiums leitete er die Oxford and Cambridge Singers auf einer Tournee durch den Nahen Osten und gründete 1964 den Monteverdi Choir. Nach seinem Abschluss in Cambridge studierte er in London bei Thurston Dart am King’s College und anschließend zwei Jahre bei Nadia Boulanger in Paris. 1968 rief er das Monteverdi Orchestra ins Leben.
Sein Londoner Operndebüt gab Gardiner 1969 mit der Zauberflöte an der English National Opera, am Royal Opera House Covent Garden übernahm er 1973 mit Glucks Iphigénie en Tauride ein Gastdirigat. Bei seinem ersten Auftritt in den USA leitete er 1979 das Dallas Symphony Orchestra. 
Seine Haupterfolge feierte Gardiner durch seine Aufführungen und Einspielungen Alter Musik, insbesondere in historischer Aufführungspraxis. Etwa 1978 trat das aus Mitgliedern des Monteverdi Orchestra gebildete Ensemble English Baroque Soloists erstmals bei den Innsbrucker Festwochen der Alten Musik mit einer Aufführung von Händels Acis and Galatea mit historischen Instrumenten auf. 
Von 1980 bis 1983 war Gardiner Chefdirigent des CBC Vancouver Orchestra. 1983 bis 1988 bildete er als Musikalischer Direktor der Opéra National de Lyon wiederum ein neues Orchester, das heute zu den besten in Frankreich zählt. Von 1981 bis 1990 war er künstlerischer Direktor der Internationalen Händel-Festspiele Göttingen und von 1991 bis 1994 Chefdirigent des NDR-Sinfonieorchesters in Hamburg. Als Gast dirigierte Gardiner u. a. das Philharmonia Orchestra, das Cleveland Orchestra, das Concertgebouw-Orchester Amsterdam, die Wiener Philharmoniker, die Berliner Philharmoniker, die Staatskapelle Dresden und das Gewandhausorchester. 2010 und 2013 leitete er das Neujahrskonzert von Venedig.
Anlässlich des 25. Gründungsjubiläums des Monteverdi Choir unternahm Gardiner 1989 eine Welttournee mit Aufführungen von Monteverdis Marienvesper von 1610, die zugleich auch als Film, Video und CD-Produktion aufgezeichnet wurde. Die französische Zeitung Le Monde würdigte die Leistungen dieses Gesangsensembles mit den Worten: „Wenn es einen Nobel-Preis für Chorgesang gäbe, dann würde ihn der Monteverdi Choir bekommen.“
Im Jahr 1990 gründete Gardiner ein weiteres Orchester für historische Instrumente, um klassische und romantische Musik authentisch aufzuführen, das Orchestre Révolutionnaire et Romantique. Im selben Jahr leitete er den Monteverdi Choir und die English Baroque Soloists in ihrem Debüt bei den Salzburger Festspielen, wo er seitdem regelmäßiger Gast ist. 
Im Februar 2014 übernahm Gardiner das Amt des Präsidenten der Stiftung Bach-Archiv Leipzig.
Herausragende Aufnahmen unter der Leitung von John Eliot Gardiner entstanden zunächst in seiner Zeit bei PolyGram auf den Labels Deutsche Grammophon, Philips und auch Decca Records. 2004 gründete Gardiner sein eigenes Plattenlabel Soli Deo Gloria, das ausschließlich Aufnahmen von seinen eigenen Ensembles veröffentlicht, darunter sämtliche Kirchenkantaten Johann Sebastian Bachs in Live-Mitschnitten aus dem Jahr 2000, dem 250. Todesjahr des Komponisten.
Großen Bekanntheitsgrad haben auch die Aufnahmen der großen Vokalwerke Johann Sebastian Bachs (Matthäuspassion, Johannespassion, Messe in h-Moll, Weihnachtsoratorium, Magnificat). Im Jahre 2000 spielte er, beginnend im Dezember 1999, anlässlich des 250. Todesjahres sämtliche 200 Kirchenkantaten J.S. Bachs mit Konzerten an wechselnden Orten in England, Deutschland und den USA ein. Das ganze Projekt war eine organisatorische Meisterleistung. Diese Kantateneinspielungen erschienen teilweise später als CD. Erwähnenswert sind auch Gardiners Aufnahmen mit Werken von Hector Berlioz, Georg Friedrich Händel und den Opern von Wolfgang Amadeus Mozart, aber auch die Einspielungen der neun Sinfonien von Ludwig van Beethoven mit dem Orchestre Révolutionaire et Romantique.
2023 ohrfeigte Gardiner einen Sänger. Aufgrund dieses Fehlverhaltens trat er 2024 von der Leitung des Monteverdichores zurück.

## Privates
Gardiners erste Ehe mit Cherryl Ffoulkes wurde nach acht Jahren geschieden. Von 1981 bis 1997 war er mit der Geigerin Elizabeth Wilcock verheiratet, aus dieser Ehe stammen drei Töchter. Im Jahr 2001 heiratete er die italienische Sopranistin Isabella de Sabata, eine Enkelin von Victor de Sabata; die Ehe wurde 2019 geschieden.
Neben seinem Beruf als Musiker bewirtschaftet er eine Öko-Farm mit Rinder- und Schafzucht bei Springhead nahe der Gemeinde Fontmell Magna in North Dorset.

## Auszeichnungen
Die Platteneinspielungen brachten ihm zahlreiche Preise ein, darunter den „Künstler des Jahres 1994“ (Gramophone Award), „Dirigent des Jahres 1995“ (Echo Klassik) und „Bester Dirigent“ (Cannes Classical Award). Der Preis der deutschen Schallplattenkritik wurde ihm 1994 als „Klassischer Künstler des Jahres“ zuerkannt. 
- 1987: Ehrendoktor der Universität Lyon
- 1988: Officier dans l’Ordre des Arts et des Lettres
- 1989/90: Premio Abbiati
- 1990: Commander of the British Empire
- 1992: Ehrenmitglied des King’s College London und der Royal Academy of Music ernannt.
- 1995: Buxtehude-Preis, als erster Dirigent
- 1998: Knight Bachelor, durch Königin Elisabeth II. anlässlich der Birthday Honours
- 2001: Robert-Schumann-Preis der Stadt Zwickau, für seine bahnbrechenden Schumann-Interpretationen (Orchesterwerke, Paradies und die Peri u. a.)
- 2001: Händelpreis der Stadt Halle
- 2005: Bachmedaille, bei Bachfest Leipzig, für sein Lebenswerk
- 2005: Bundesverdienstkreuz 1. Klasse, überreicht durch den deutschen Botschafter in London, Thomas Matussek
- 2005: Léonie-Sonning-Musikpreis
- 2015: Ehrenmitglied (Honorary Fellow) der British Academy[10]

## Publikationen
- Bach: Musik für die Himmelsburg. Aus dem Englischen von Richard Barth. Carl Hanser, München 2016, ISBN 978-3-446-24619-5.